# Móra de Rubiols
Móra de Rubiols (en xurro Mora de Ruvihuelos i en aragonès i castellà Mora de Rubielos) és un municipi de la província de Terol, capital de la comarca de Gúdar-Javalambre.

## Història
Durant l'edat mitjana, el territori de Móra va ser conquistat per les tropes d'Alfons II el Cast, i fou fins a la presa de Rubiols el 1204 la posició més avançada de les forces cristianes enfront dels musulmans del Regne de València. Posteriorment, va ser objecte de successives donacions i vendes; el 1198, Pedro Lladre va rebre la vila i el castell de mans de Pere II, però el seu successor Jaume I la va incloure en la baronia de Xèrica, donant-la a seu fill natural Don Jaime.
Móra va ser ocupada per les tropes castellanes en la Guerra dels dos Peres, però va tornar a mans aragoneses el 1364, i rebé un privilegi de Pere IV pel qual es comprometia a no separar-la de la corona. Tal privilegi no va ser tingut en compte, i la vila i castell foren venuts al vescomte de Cardona, Don Hugo, que, al seu torn, els va vendre al senyor Blasco Fernández de Heredia (II) el 1367. Finalment, el llinatge dels Fernández de Heredia va quedar com a amo d'aquesta població, i se'n feu càrrec el 1388 Gil Ruiz de Lihori, que va canviar el seu nom pel de Juan Fernández de Heredia. En aquesta localitat, va estar instal·lada una duana per a la recaptació d'impostos sobre el comerç amb València.
A finals del segle xv, Móra va adquirir el títol de marquesat i després de la Guerra de Successió, com a partidària de Felip V de Borbó, va rebre el títol de «fidelíssima» i la flor de lis en el seu escut.
Pascual Madoz, en el seu Diccionari geogràfic-estadístic-històric d'Espanya de 1845, descriu la localitat «dividida en dues parts, anomenada una vila nova i l'altra vila vella, a les quals separa un petit rierol o barranc; es compon d'unes 500 cases de regular construcció, i és molt notable la de l'ajuntament. Quant a la seva economia, destaca la producció de blat, blat de moro, mongetes, patates, cebes i verdures, així com l'existència de bestiar de llana. Esmenta també la fabricació de baietes de color cafè i com en el passat es teixien saials per a les comunitats religioses, però que l'extinció d'aquestes havia acabat amb aquesta indústria, empobrint la vila.
Encara que la Guerra de la Independència i les guerres carlistes van deixar empremta en Móra, el major protagonisme de la vila va tenir lloc durant la Guerra Civil. En una fase de la Batalla de Terol (1937 - 1938), després de la caiguda d'Andorra i Alcanyís, Móra de Rubiols va quedar com a capital de la zona republicana. Prèviament, un episodi d'insubordinació en aquesta vila s'havia saldat amb l'afusellament de més de 50 soldats de la 84a Brigada Mixta (20 de gener de 1938). Per a maig de 1938, el territori de domini republicà a la província era defensat per un conjunt de les línies escalonades d'uns cent quilòmetres d'extensió conegudes com el «Gran Arc de Móra de Rubiols». En avançar la contesa, Móra va caure en una situació compromesa per l'avanç de l'exèrcit del colpista Franco -i quedà dins de la denominada «Bossa de Móra de Rubiols»- fins que finalment, el 16 de juliol, les tropes del general Varela van trencar el front a l'altura d'aquesta localitat. El comunicat de guerra del bàndol colpista així ho reflectia: «en el front de Terol han dut a terme les nostres tropes avui un profund... avanç en un front de més de trenta-cinc quilòmetres, havent-se ocupat i sobrepassat, a més de moltes posicions de gran importància, el poble de Móra de Rubiols». Durant uns dies, la caserna general del colpista Franco va estar a la localitat.

## Situació i clima
La vila de Móra de Rubiols està situada a la regió de l'Alt Millars de Terol, a la vora del riu Fuen Lozana i al peu de la serra de Gúdar. Es troba disseminada en tres entitats de població ben definides: les masies, en què la població és bàsicament emigrant i està en trànsit de desaparició; els barris de Santa Llúcia, Troia, El Aliagarico, El Pla, La Cuba i Els Masecicos, que conserven la seva població; i, finalment, el nucli urbà pròpiament dit.
Està a una altitud de 1.035 msnm i té un clima amb hiverns secs i no gaire durs, que alternen amb estius temperats i suaus, entrant en el denominat «clima de mitjana muntanya». La seva temperatura mitjana anual és d'11,1 °C i la seva precipitació de 550 mm.

### Personalitats nascudes en la localitat
- Gonzalo Fernández de Heredia, president de la Generalitat al segle xvi.
- Francisco Vicente Cervera, prevere i músic barroc.
- Juan Alberto Belloch Julbe, exministre i batlle de Saragossa.